# Immaterialismo
Il termine immaterialismo è stato coniato dal filosofo-teologo irlandese George Berkeley (1685-1753) per definire la sua dottrina che nega l'esistenza della materia. I corpi materiali e le cose in genere per Berkeley non sono altro che idee divine che si rendono percepibili all'uomo per volere di Dio stesso. Quando noi pensiamo di percepire qualcosa in realtà percepiamo un'idea divina che agisce "su di noi".

## Esse est percipi
L'espressione "Esse est percipi" - che, tuttavia, non si trova in questa formulazione nelle opere di Berkeley, bensì "esse is percipi" (Trattato sui principi della conoscenza umana, §3) - con cui si sintetizza questa posizione filosofica, sta a significare che tutto ciò che noi possiamo dire degli oggetti e dei fatti che ci sembrano reali è che "li percepiamo", senza che ciò ci autorizzi a dire anche che essi esistano indipendentemente dall'essere pensati-percepiti. Quando noi pensiamo ad una certa cosa che ci sembra realmente esistente in realtà, secondo Berkeley, non facciamo altro che collezionare nella nostra mente una serie di idee su di essa. Le cose materiali esistono soltanto nella nostra testa perché le idee che si estrinsecano come percezione si costituiscono nella nostra coscienza.
Nel Trattato sui principi della conoscenza umana, pubblicato nel 1710, Berkeley (al §9) dice: "Le idee che ci facciamo delle cose sono tutto ciò che possiamo dire della materia. Perciò per "materia" si deve intendere una sostanza inerte e non sensibile, della quale però si pensa che abbia estensione, forma e movimento. Ma è evidente, da ciò che abbiamo detto, che estensione, forma e movimento sono soltanto idee esistenti nella mente, e che un'idea può essere uguale soltanto ad un'altra idea, e che, di conseguenza né esse, né i loro archetipi possono esistere in una sostanza che non percepisce. È quindi chiaro che la nozione stessa di ciò che viene chiamato "materia" o "sostanza corporea" è contraddittoria".
Per Berkeley tutta la realtà si riduce quindi all'idea che di essa noi abbiamo; ma questa idea non nasce solipsisticamente dalla nostra attività percettiva, ma è indotta in noi dalla volontà di Dio; le idee sono cioè azioni di Dio sulla nostra mente. Al contrario, ammettere l'esistenza della materia significa negare Dio e spiegare le idee come conseguenza dell'azione della materia sulla nostra mente. Pertanto, il materialismo conduce all'ateismo, l'immaterialismo è invece il fondamento stesso della religione.

## Rispetto al cristianesimo
Negando l'esistenza dalla materia, l'immaterialismo finiva col negare anche la realtà del Corpo di Cristo che è allo stesso tempo divino e umano (un sinolo aristotelica di anima-forma e di corpo-materia). Questa tesi era propria dell'eresia docetista è miafisita. 
Inoltre, la negazione della materia faceva anche cadere la distinzione tra creatura umana e creatura Angelica, che consisteva Appunto nel fatto che l'anima umana nasce come forma di un corpo materiale al quale rimane legata per sempre dopo la risurrezione della carne.